# Sladeniaceae
Sladeniaceae is een botanische naam, voor een familie van tweezaadlobbige planten. Een familie onder deze naam wordt zelden erkend door systemen voor plantentaxonomie, maar wel door het APG-systeem (1998) dat de familie ongeplaatst laat (incertae sedis).
In het APG II-systeem (2003) wordt de mogelijkheid geboden deze familie te erkennen, maar de betreffende planten mogen ook worden ingedeeld in familie Pentaphylacaceae. De Angiosperm Phylogeny Website [16 november 2007] erkent deze familie wel. Het gaat om heel kleine familie van houtige planten.
Het Cronquist systeem (1981) plaatste de betreffende planten in de familie Theaceae.